# Cámara de buceo
Una cámara de buceo es una embarcación para tripulación humana, con al menos una entrada, la cual puede sellarse para mantener una presión interna significativamente mayor a la presión ambiental, un sistema de gas presurizado para controlar la presión interna y un suministro de oxígeno para abastecer a los ocupantes.
Las cámaras de buceo tienen dos funciones principales:
- como una simple embarcación sumergible para transportar buzos bajo el agua y proporcionar una base temporal y un sistema de recuperación en las profundidades;
- como una cámara o sistema hiperbárico en una superficie, ya sea tierra, un barco o una plataforma marina, para reproducir artificialmente las condiciones hiperbáricas de las profundidades marinas. Se proporcionan presiones internas superiores a la presión atmosférica para aplicaciones relacionadas con el buceo, como actividades de saturación y descompresión o aplicaciones médicas no relacionadas con el buceo, como la medicina hiperbárica.

## Tipos básicos de cámaras de buceo
Existen dos tipos básicos de cámaras de buceo sumergibles, diferenciadas por la forma en la que se produce y controla la presión en la cámara de buceo.

### Campana de buceo abierta
La cámara de buceo abierta más antigua históricamente, conocida como «campana de buceo abierta» o «campana húmeda», es en realidad un compartimento con un fondo abierto que contiene un espacio de gas sobre una superficie de agua libre, lo que permite a los buceadores respirar bajo el agua. El compartimento puede ser lo suficientemente grande para acomodar completamente a los buzos sobre el agua, aunque también hay modelos más pequeños únicamente para acomodar la cabeza y los hombros. La presión atmosférica interna se corresponde a la hidrostática y varía en consecuencia con la profundidad. El suministro gas respirable para la campana abierta puede ser autónomo o, lo que es más habitual, suministrarse desde la superficie mediante una manguera flexible, que puede combinarse con otras mangueras y cables a modo de campana umbilical. Una campana abierta también puede contener un panel de distribución de gas respirable para suministrar oxígeno a los buzos en excursiones desde la campana, así como un suministro de gas de emergencia a bordo en cilindros de almacenamiento de alta presión. Este tipo de cámara de buceo solo se puede utilizar bajo el agua, ya que la presión interna del gas es directamente proporcional a la profundidad y subir o bajar la cámara es la única forma de ajustar la presión.

### Cámara hiperbárica
Una cámara de hiperbárica es aquella que lleva un sellado, también llamada «de campana cerrada» o «campana seca», funciona como un recipiente bajo presión con escotillas lo suficientemente grandes para que las personas entren y salgan, y un suministro de oxígeno comprimido para elevar la presión del aire interno. Estas cámaras proporcionan un suministro de oxígeno al usuario y normalmente se denominan «cámaras hiperbáricas», se utilicen bajo el agua, en la superficie o en tierra. Sin embargo, suele usarse el término cámara sumergible para referirse a las que se utilizan bajo el agua y cámara hiperbárica para las que se utilizan fuera del agua. Hay dos términos relacionados que reflejan usos particulares, pero no tienen muchas diferencias técnicas:
- Cámara de descompresión, una cámara hiperbárica utilizada por los buzos con suministro de superficie para realizar sus paradas de descompresión en la superficie.
- Cámara de recompresión, una cámara hiperbárica utilizada para tratar o prevenir la enfermedad por descompresión .

### Equipamiento relacionado
Además de la campana de buceo y la cámara hiperbárica, el equipo de buceo relacionado incluye lo siguiente:
- Hábitat subacuático: consta de compartimentos que funcionan bajo los mismos principios que las campanas de buceo y las cámaras de buceo, pero colocados en una posición fija en el fondo del mar para su uso a largo plazo.
- Sumergibles y submarinos: se diferencian en que pueden moverse por sus propios medios. Los interiores generalmente se mantienen a presión superficial, pero algunos ejemplos incluyen esclusas de aire y cámaras hiperbáricas internas.
- También existen otros equipos de buceo e inmersión que tienen presión interna atmosférica, como:
  - Batisfera: cámara de buceo experimental en aguas profundas de las décadas de 1920 y 1930.
  - Bentoscopio: sucesor de la batisfera, construido para llegar a mayores profundidades.
  - Batiscafo : embarcación sumergible autopropulsada capaz de ajustar su propia flotabilidad para explorar profundidades extremas.
  - Traje de buceo atmosférico: un sumergible aproximadamente antropomórfico para un solo ocupante, que mantiene una presión interna cercana a la presión atmosférica normal al nivel del mar.

## Uso submarino
Además de transportar a los buzos, una cámara de buceo transporta herramientas y equipos, cilindros de almacenamiento de alta presión para el suministro de gas respirable de emergencia y equipos de comunicaciones y de emergencia. Proporciona un ambiente seco durante inmersiones prolongadas para descansar, comer, realizar tareas que no se pueden realizar bajo el agua y emergencias. Las cámaras de buceo también actúan como base submarina para operaciones de buceo desde la superficie, con los buzos conectados a la cámara de buceo en lugar de a la embarcación de apoyo.

### Campanas de buceo
Las campanas de buceo y cámaras de buceo abiertas del mismo principio eran más comunes en el pasado debido a su simplicidad, ya que no necesitaban monitorear, controlar ni ajustar mecánicamente la presión interna. En segundo lugar, como la presión interna del aire y la presión externa del agua en la pared de la campana están casi equilibradas, la cámara no tiene que ser tan fuerte como una cámara de buceo presurizada (también llamada campana seca). El aire dentro de una campana abierta tiene la misma presión que el agua en la superficie. Esta presión es constante y la diferencia de presiones en la campana puede ser mayor que la presión exterior en la medida de la altura del espacio de aire en la campana.

### Cámaras hiperbáricas sumergibles
Las cámaras hiperbáricas sumergibles conocidas como campanas de buceo cerradas o cápsulas de transferencia de personal se pueden llevar a la superficie sin demora manteniendo la presión interna y descomprimiendo a los buzos en la cámara a bordo del buque de apoyo o transfiriéndolos bajo presión a una cámara de descompresión más espaciosa o a un sistema de saturación, donde permanecen bajo presión durante todo el turno de servicio, trabajando por turnos bajo presión aproximadamente constante, realizando una única descompresión al final. La capacidad de regresar a la superficie sin descompresión en el agua reduce el riesgo de los buzos cuando el clima o el posicionamiento dinámico no son propicios y obligan a la embarcación de apoyo a salir de la estación.

## Uso fuera del agua
Las cámaras hiperbáricas también se utilizan en tierra y sobre el agua:
- para llevar a los buzos que han sido sacados del agua a través de una descompresión descompresión de superficie, ya sea después de un ascenso a presión ambiental o después de un traslado bajo presión de una campana seca (cámara de descompresión).
- para entrenar a los buzos para que se adapten a condiciones hiperbáricas y rutinas de descompresión, así como probar su desempeño bajo presión.
- para tratar a los buzos por la enfermedad de descompresión (cámaras de recompresión).
- para tratar a personas que utilizan presión parcial de oxígeno elevada en terapias hiperbáricas con oxígeno ajenas al buceo.[1]
- en sistemas de soporte vital en buceo de saturación.
- en investigaciones científicas que requieren presiones de gas elevadas.

### Cámara de descompresión
Una cámara de descompresión es un recipiente presurizado para ocupación humana que se utiliza en el buceo para permitir a los buzos completar sus paradas de descompresión al final de una inmersión en la superficie en lugar de bajo el agua. Esto elimina muchos de los riesgos de las descompresiones largas bajo el agua, en condiciones frías o peligrosas. Se puede usar una cámara de descompresión con una campana cerrada tras inmersiones de rebote, seguido de una transferencia a presión, o los buzos pueden salir a la superficie antes de completar la descompresión y ser recomprimidos en la cámara siguiendo estrictos protocolos para minimizar el riesgo de desarrollar síntomas de la enfermedad por descompresión en el breve periodo de tiempo permitido antes de volver a la presión ambiental.

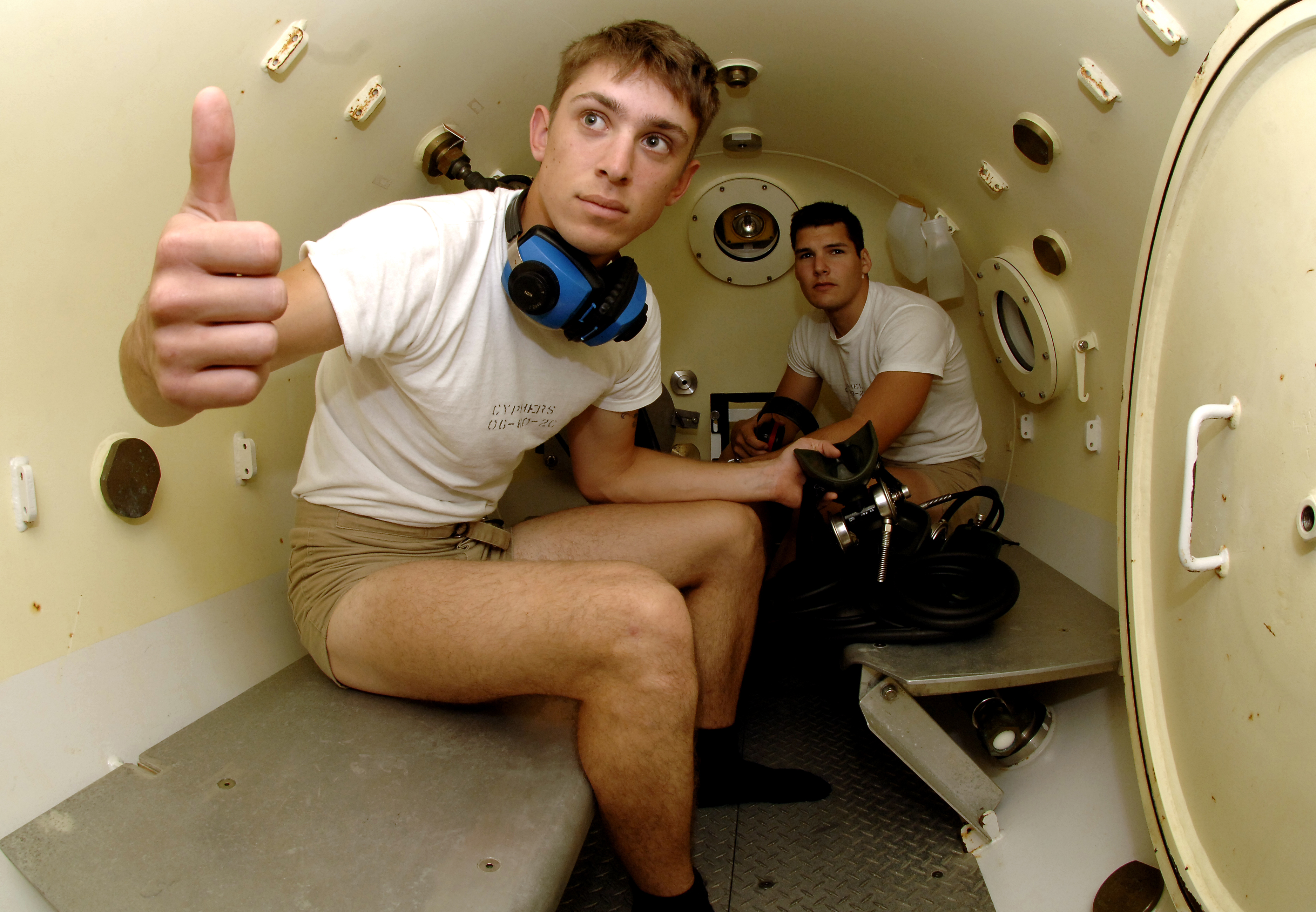
Dos marineros de la Armada de los Estados Unidos en una cámara de descompresión a punto de recibir entrenamiento.
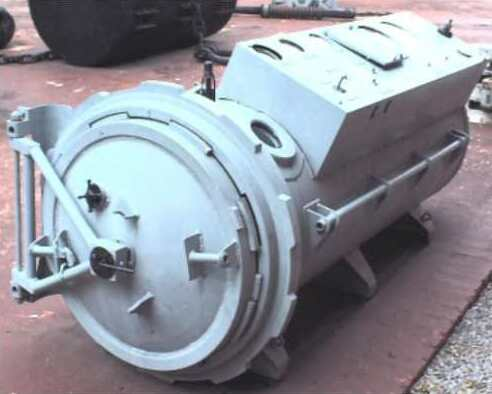
Una cámara para una persona.
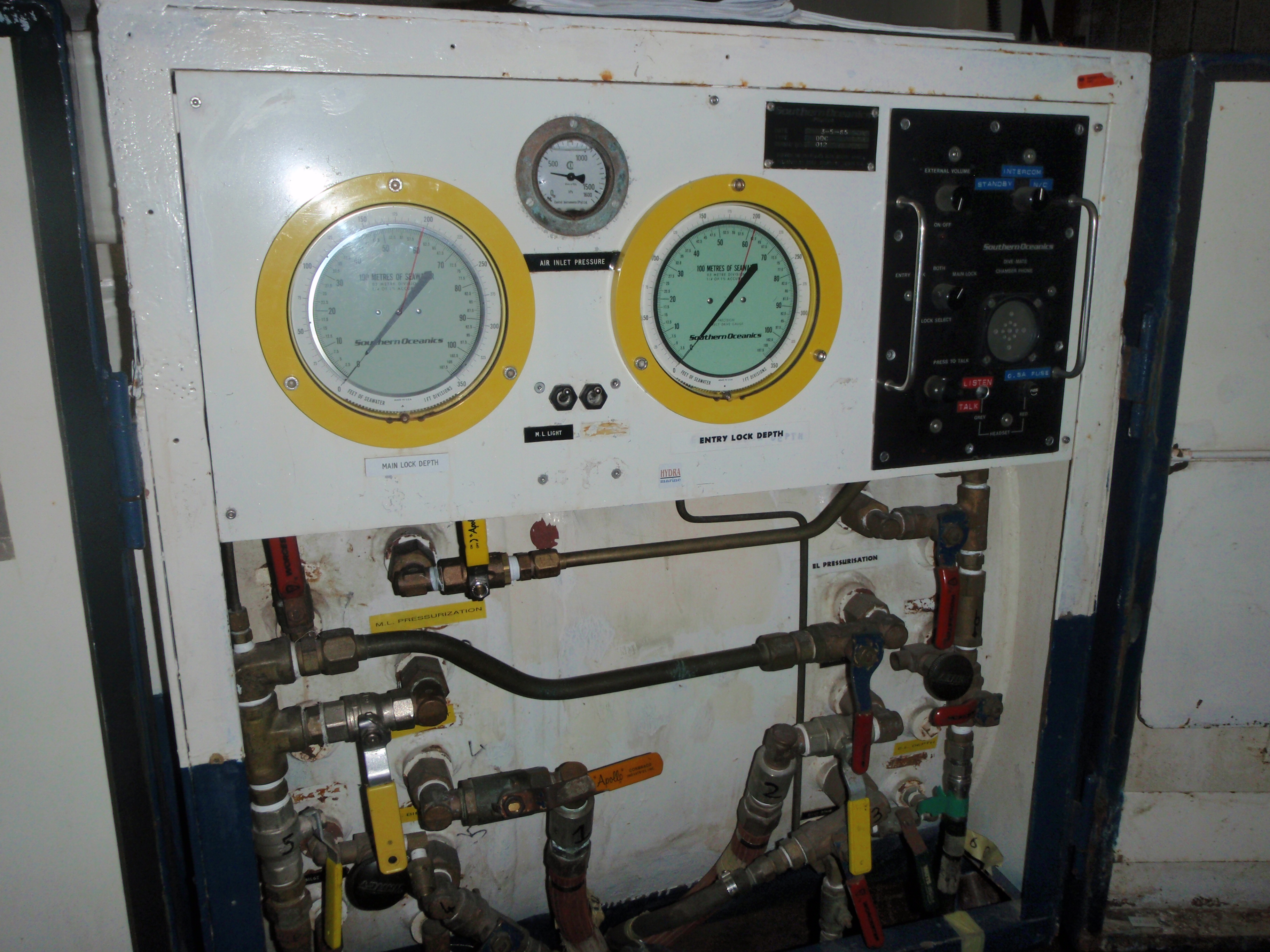
Panel de control de una cámara de descompresión básica.
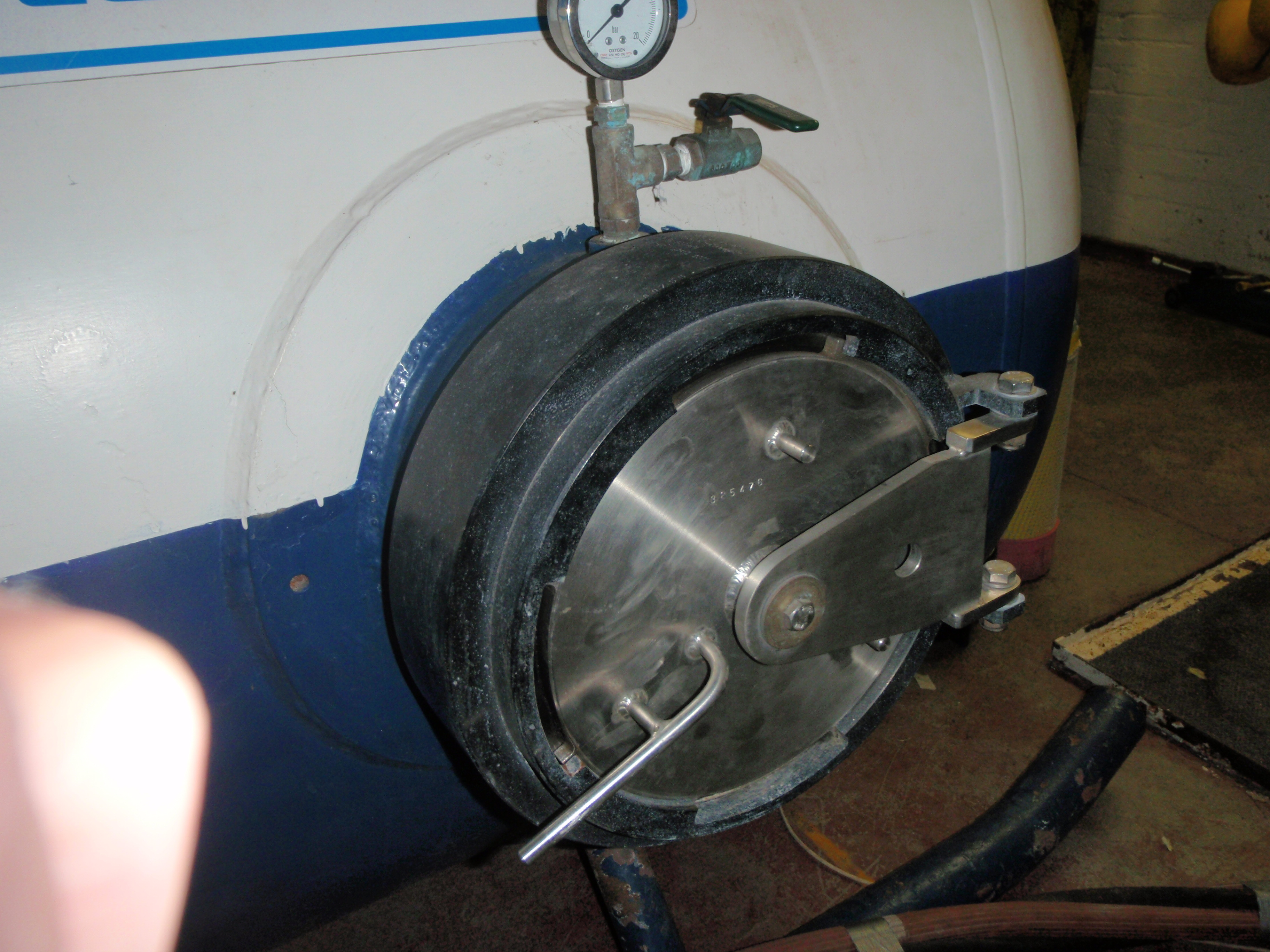
Cerradura médica de una cámara de descompresión básica con la puerta cerrada.
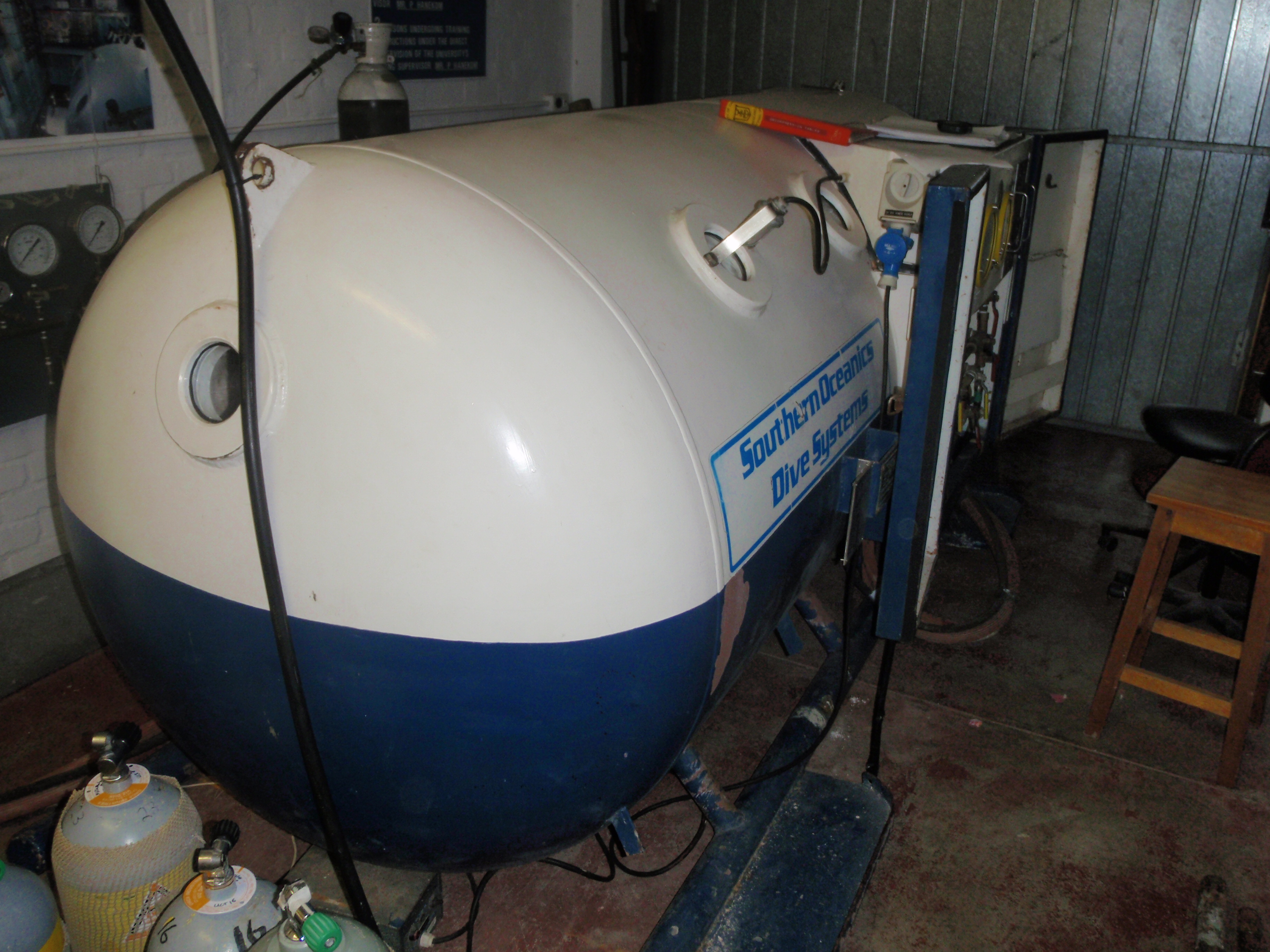
Vista exterior de una cámara de descompresión básica.
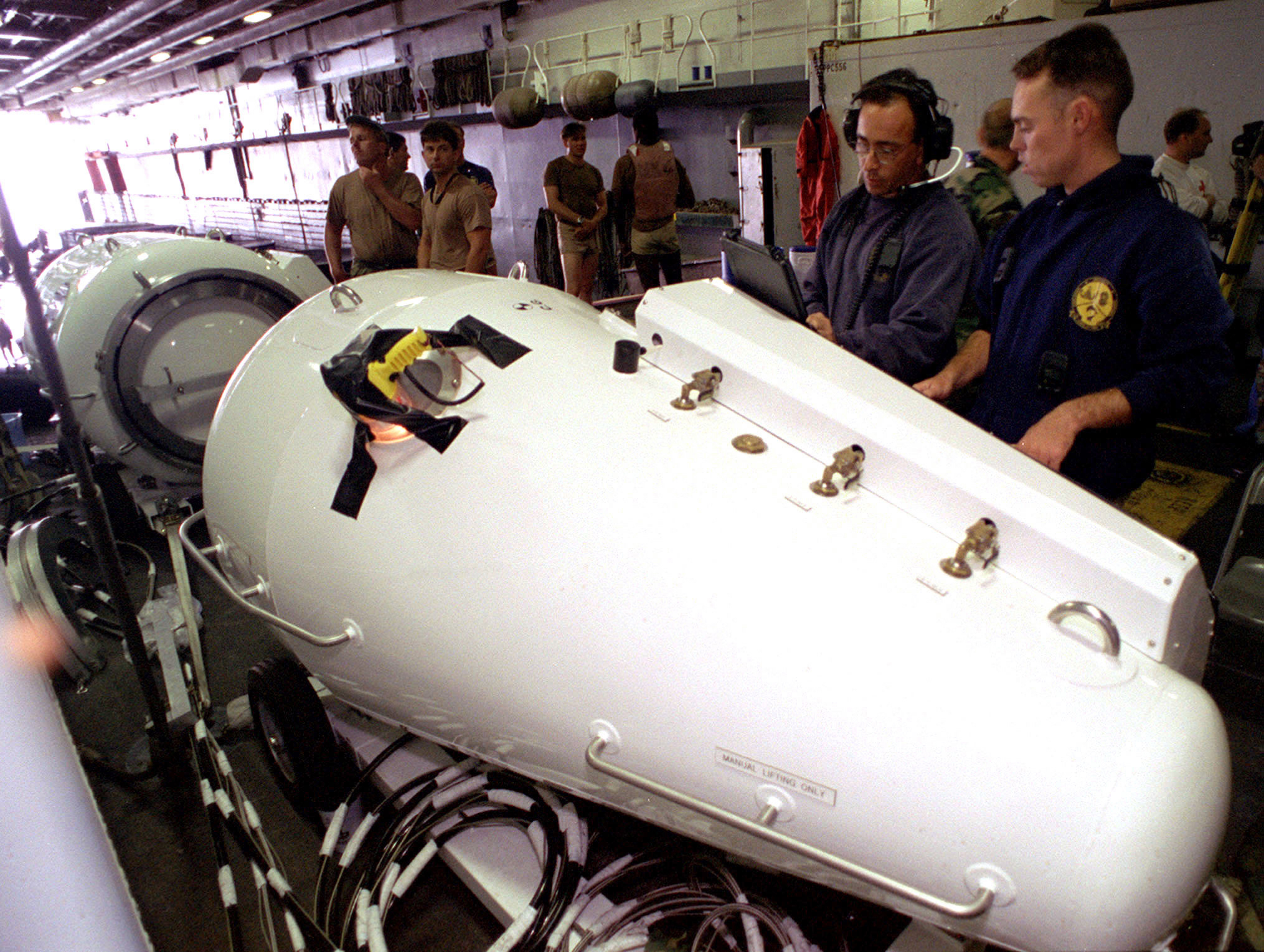
Cámara de descompresión transportable
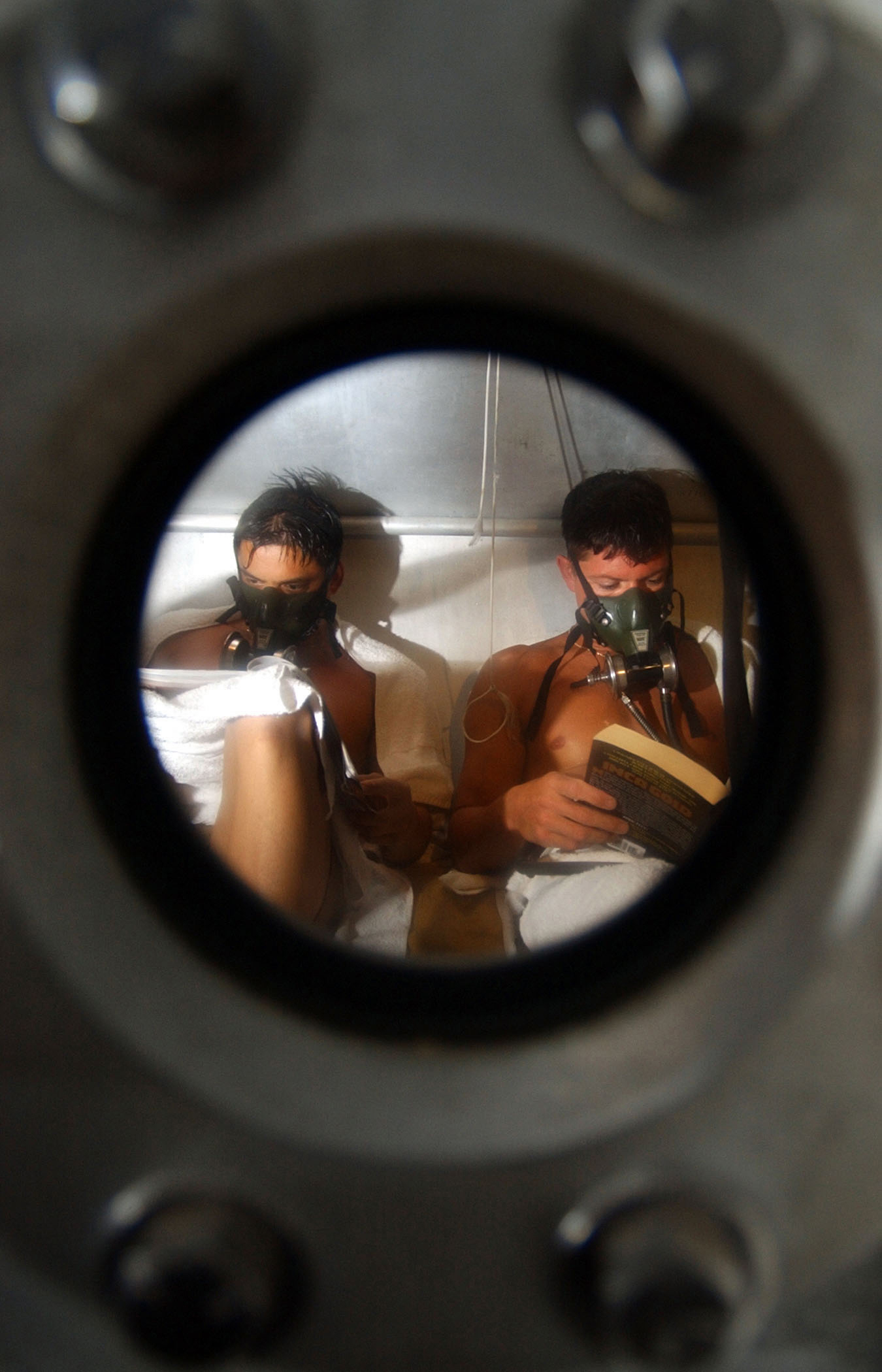
Buzos respirando oxígeno durante la descompresión en la superficie.
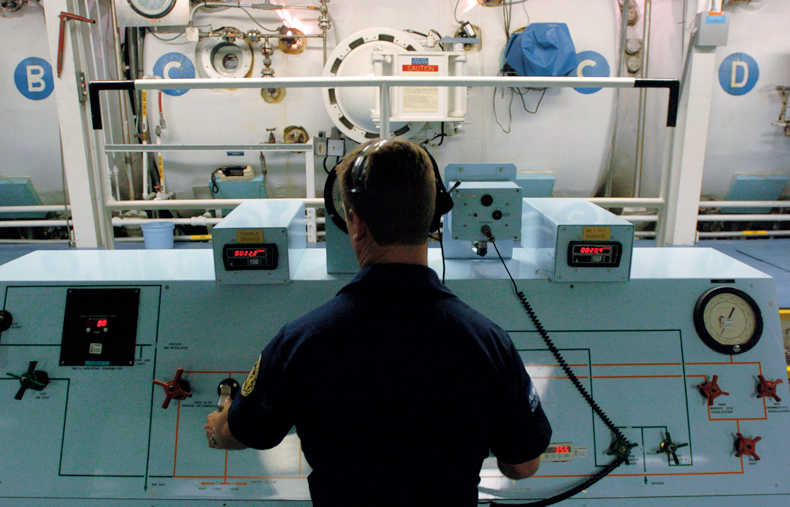
Manejo de una cámara desde el panel de control.

### Cámara de tratamiento hiperbárica
Una cámara de tratamiento hiperbárica está destinada o puesta al servicio del tratamiento médico a presiones superiores a la presión atmosférica local.

#### Cámara de oxigenoterapia hiperbárica

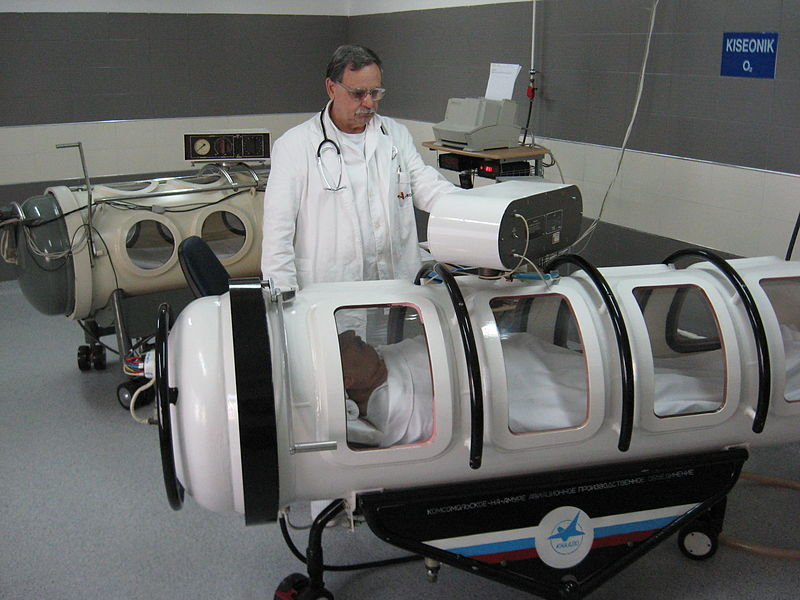
Cámara monoplaza para tratamiento hiperbárico clínico con oxígeno.

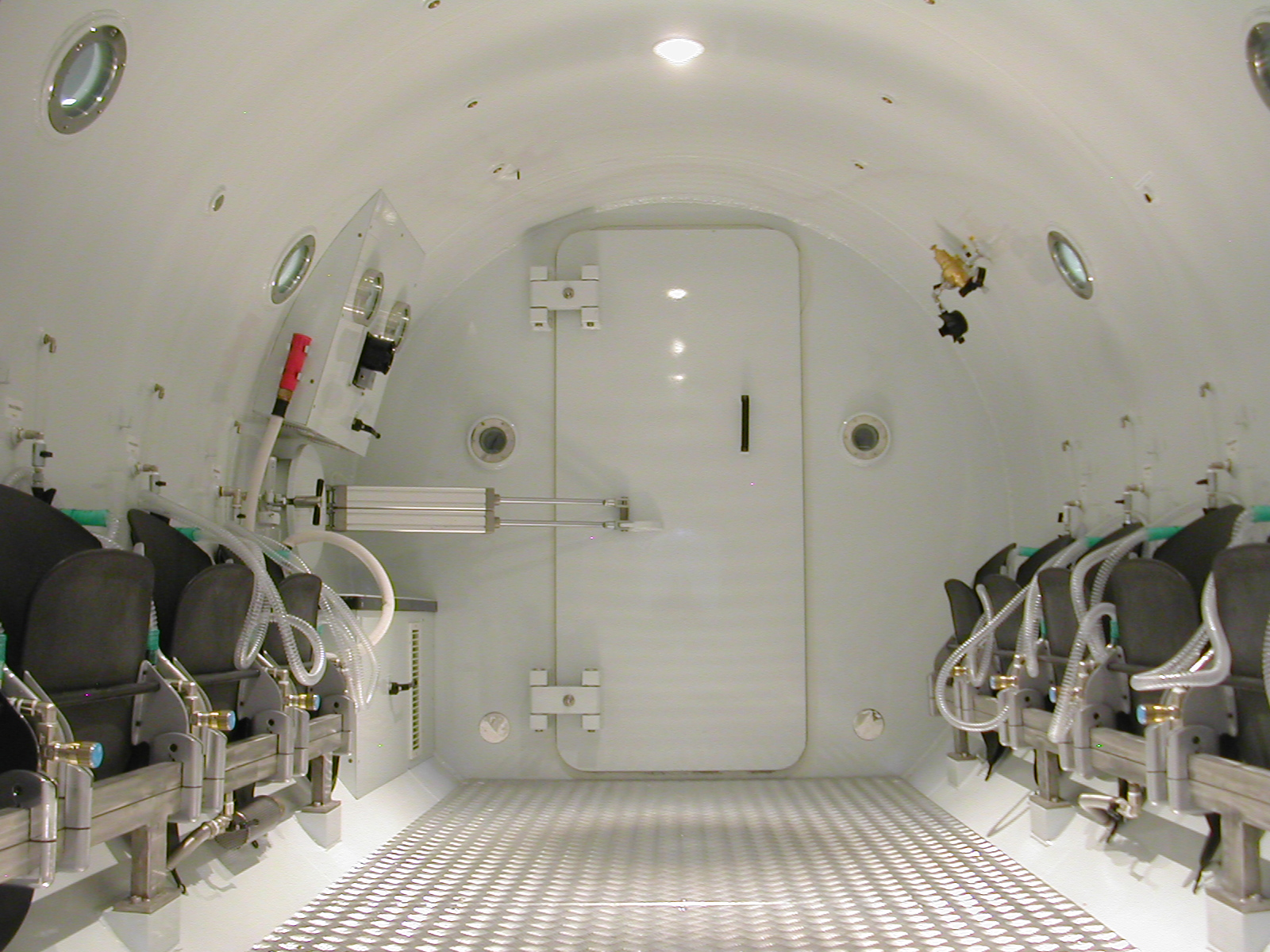
Interior de una cámara multiplaza para oxigenoterapia hiperbárica, se muestra la puerta hermética que conduce a la cerradura de entrada.

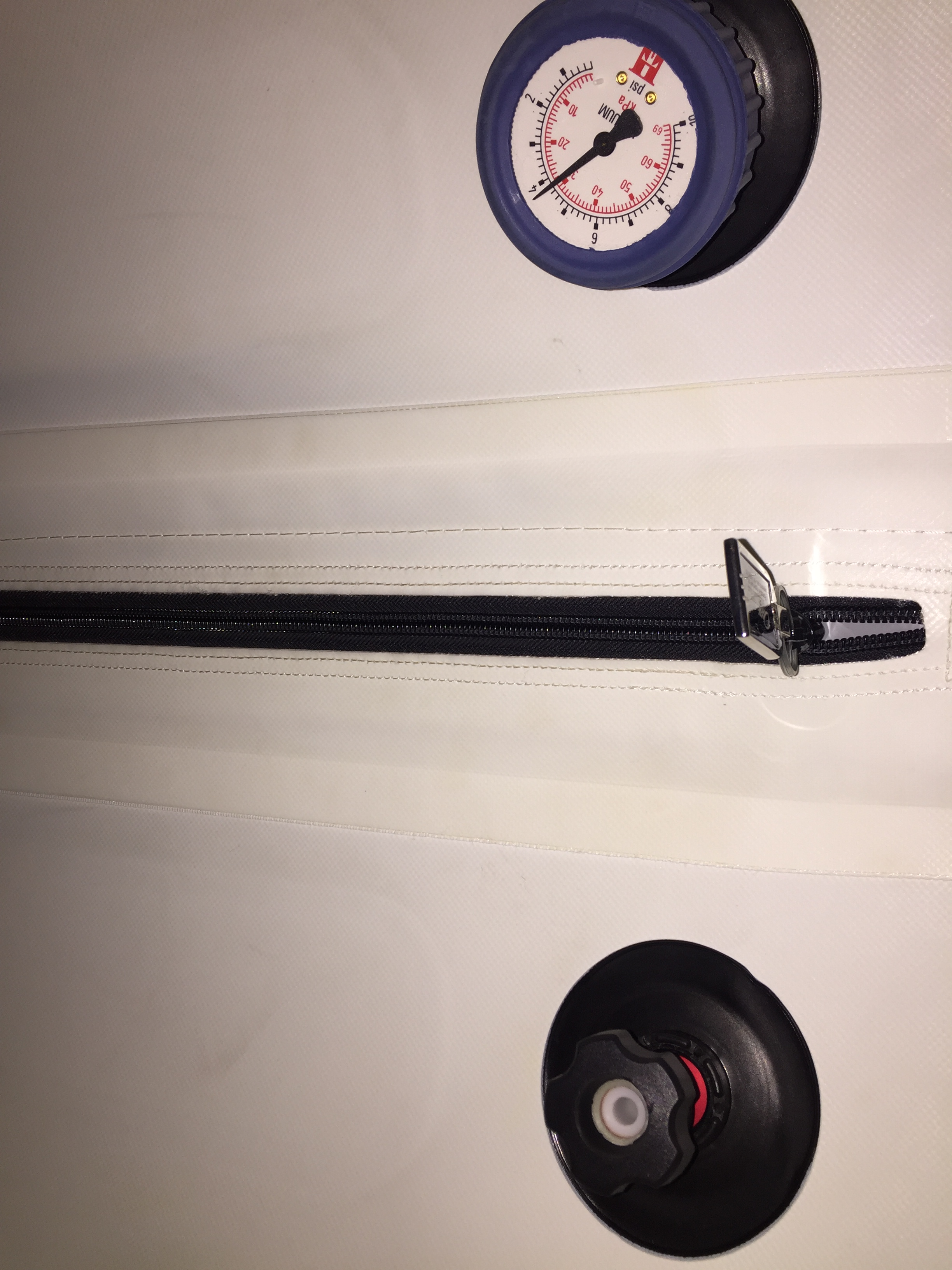
Válvula de liberación de presión y manómetro dentro de una cámara flexible de oxigenoterapia hiperbárica de baja presión.

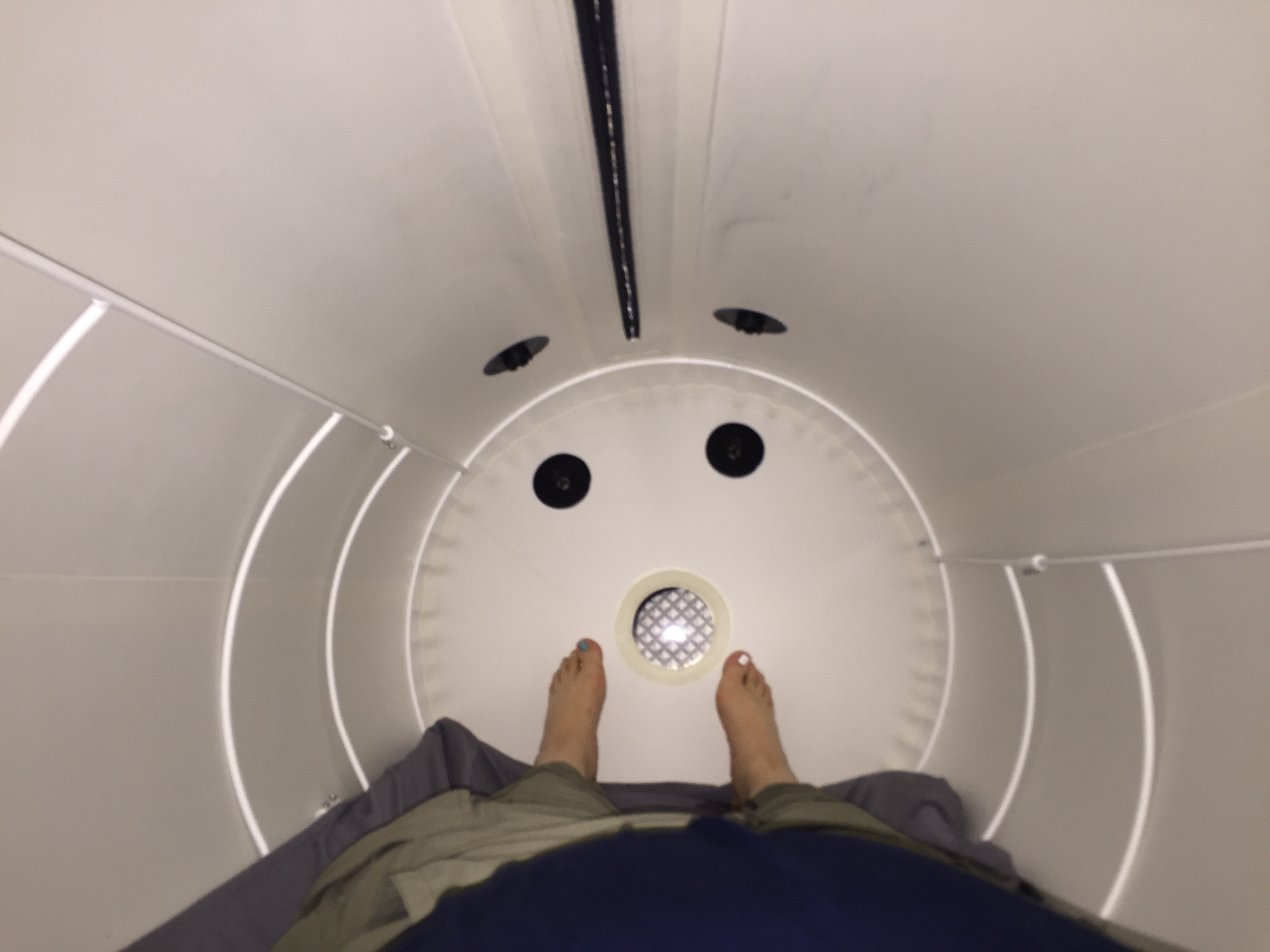
Interior de una cámara flexible de oxigenoterapia hiperbárica de baja presión.

Una cámara de oxigenoterapia hiperbárica se utiliza para tratar a pacientes, incluidos buceadores, cuya condición podría mejorar mediante el tratamiento con oxígeno hiperbárico. Algunas enfermedades y lesiones pueden persistir a nivel celular o tisular. En casos de problemas circulatorios, heridas que no cicatrizan y accidentes cerebrovasculares, el oxígeno adecuado no puede llegar al área dañada y el proceso de curación del cuerpo no se produce correctamente. La terapia con oxígeno hiperbárico aumenta el transporte de oxígeno mediante oxígeno disuelto en el suero y es más eficaz en casos en los que haya algún problema con la hemoglobina (p. ej., intoxicación por monóxido de carbono) o cuando el oxígeno adicional en la solución puede difundirse a través de los tejidos más allá de embolias que bloquean el suministro de sangre, como en la enfermedad por descompresión. Las cámaras hiperbáricas capaces de admitir a más de un paciente (multiplaza) y un asistente interno tienen ventajas para el tratamiento delsíndrome de descompresión si el paciente requiere otro tratamiento por complicaciones o lesiones graves mientras está en la cámara, pero en la mayoría de los casos las cámaras monoplaza pueden utilizarse con éxito para tratar la enfermedad de descompresión. Las cámaras rígidas son capaces de lograr una mayor profundidad de recompresión que las cámaras blandas, que no son adecuadas para el tratamiento del síndrome de descompresión.

#### Cámara de recompresión

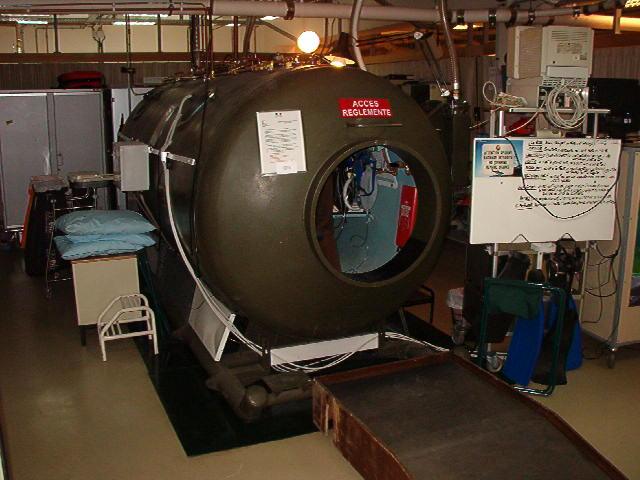
Cámara de recompresión.

Una cámara de recompresión se emplea para el tratamiento hiperbárico que se utiliza con buzos que padecen ciertos trastornos, como el síndrome de descompresión.
El tratamiento lo indica el médico (generalmente, un oficial de buceo) siguiendo uno de los programas de tratamiento hiperbárico estándar, como las tablas 5 o 6 de la Armada de los EE. UU. 
Cuando se utiliza oxígeno hiperbárico, generalmente se administra mediante sistemas de respiración integrados (BIBS), que reducen la contaminación del gas de la cámara por el exceso de oxígeno.

##### Prueba de presión
Si el diagnóstico de enfermedad por descompresión se considera cuestionable, el oficial de buceo puede ordenar una prueba de presión. Por lo general, esto consiste en una recompresión a 60 pies (18,3 m) durante un máximo de 20 minutos. Si el buzo nota una mejoría significativa en los síntomas o el asistente puede detectar cambios en un examen físico, se sigue una tabla de tratamiento.

##### Tablas de tratamiento representativas
La Tabla 6 de la Armada de los EE. UU. consiste en la compresión hasta una profundidad de 60 pies (18,3 m) con el paciente oxigenado. Posteriormente se descomprime al buzo a 30 pies (9,1 m) con oxígeno, para volver lentamente a la presión superficial. Esta tabla suele tardar 4 horas y 45 minutos, pero puede ampliarse más. Es el tratamiento más común para la enfermedad por descompresión tipo 2.
La Tabla 5 de la Armada de los EE. UU. es similar a la 6, mencionada anteriormente, pero tiene una duración más corta. Puede utilizarse en buceadores con afecciones menos graves (enfermedad por descompresión tipo 1).
La Tabla 9 de la Armada de los EE. UU. consiste en una compresión a 45 pies (13,7 m) con el paciente oxigenado, con posterior descompresión a presión superficial. Esta tabla puede usarse en cámaras hiperbáricas monoplaza de baja presión o como tratamiento de seguimiento en cámaras multiplaza.

### Sistemas de soporte vital para buceo de saturación

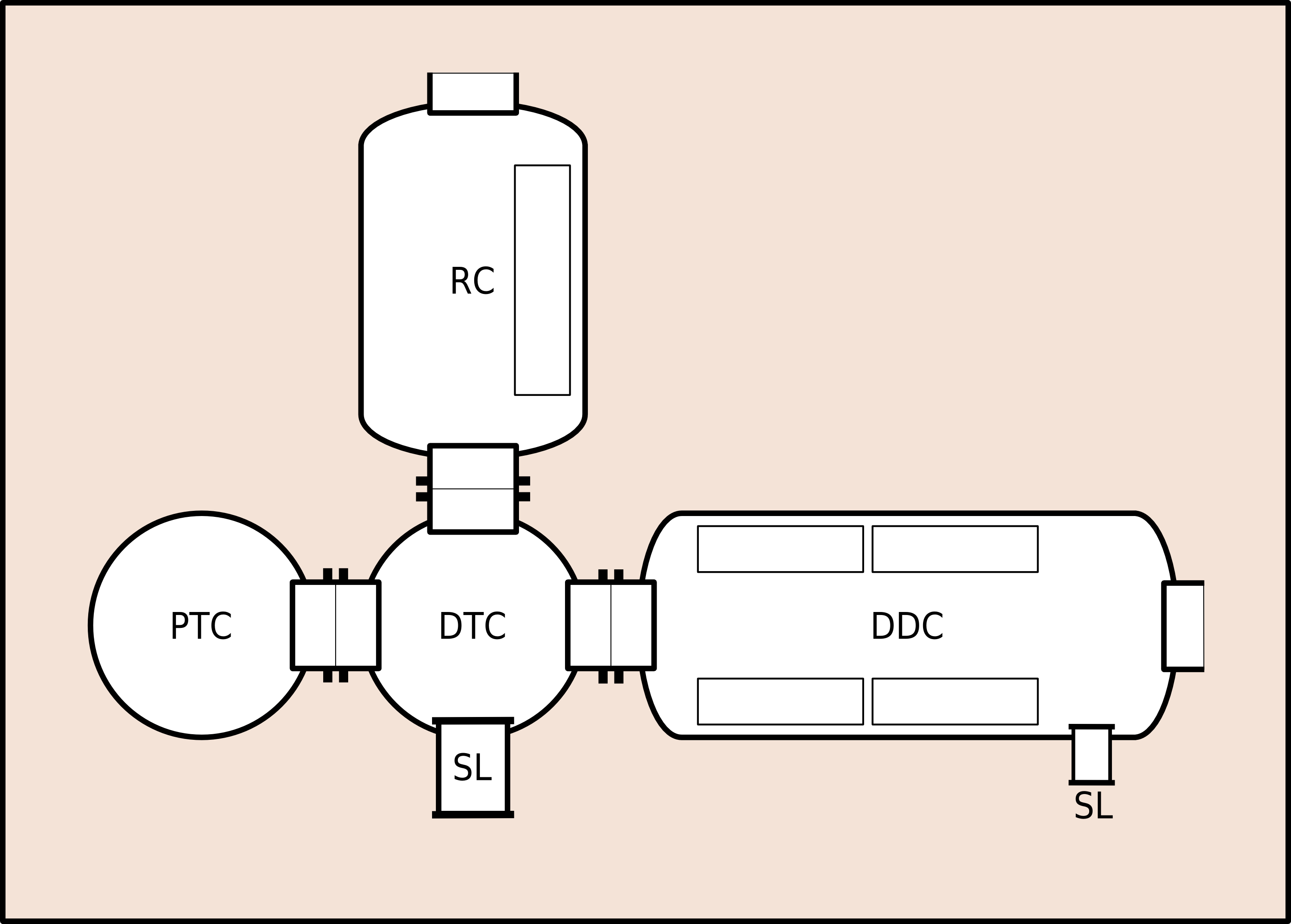
Plano esquemático de un sistema de saturación simple que muestra las principales cámaras presurizadas para humanos.
DDC: Cámara de estar.
DTC: Cámara de transferencia (por sus siglas, diving transfer chamber).
PTC: Cámara de transferencia de personal (por sus siglas, personal transfer chamber) o campana.
RC: Cámara de recompresión (por sus siglas, recompress chamber).
SL: Bloqueo de suministro (por su siglas, supply lock).

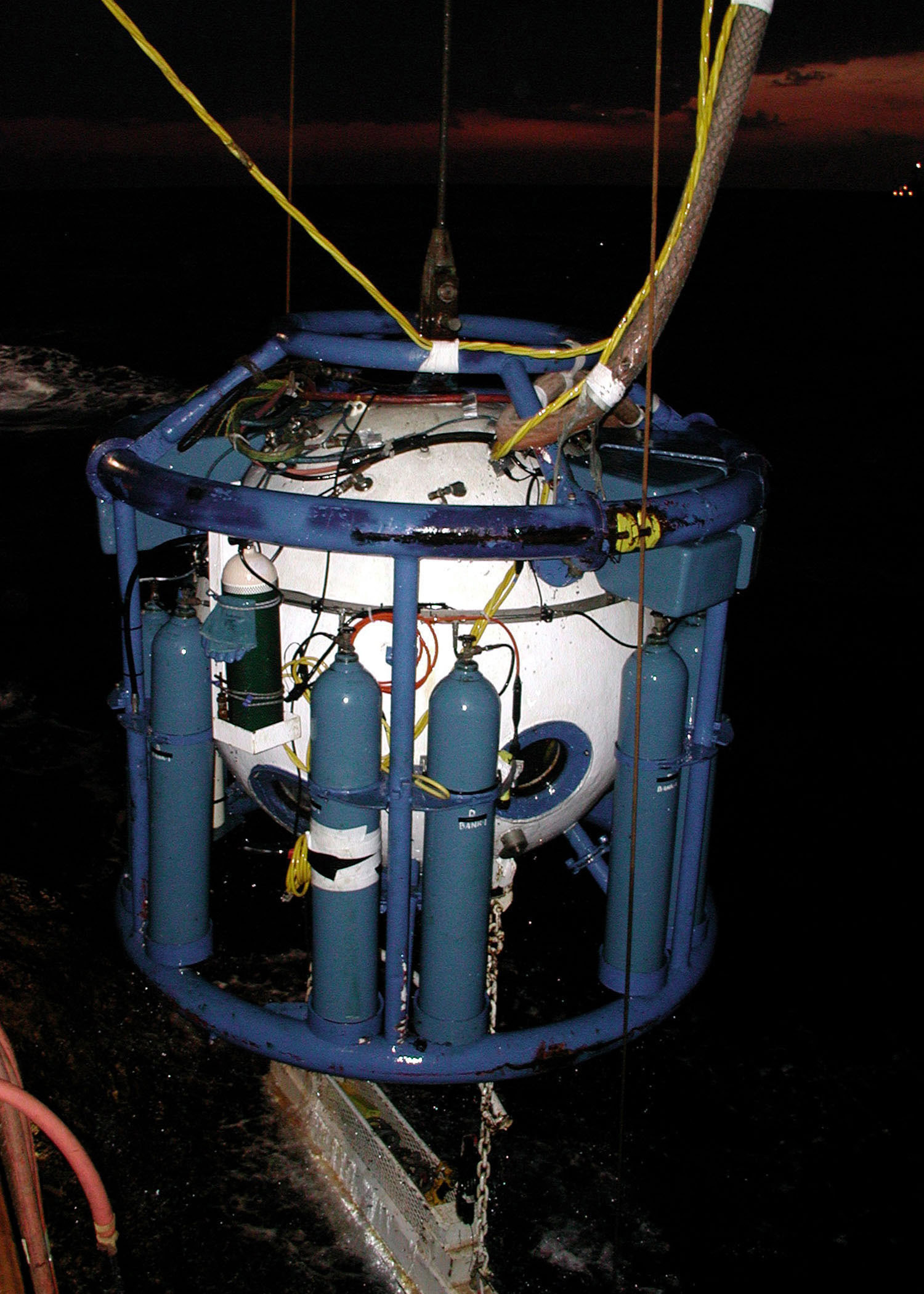
Cápsula de transferencia de personal.

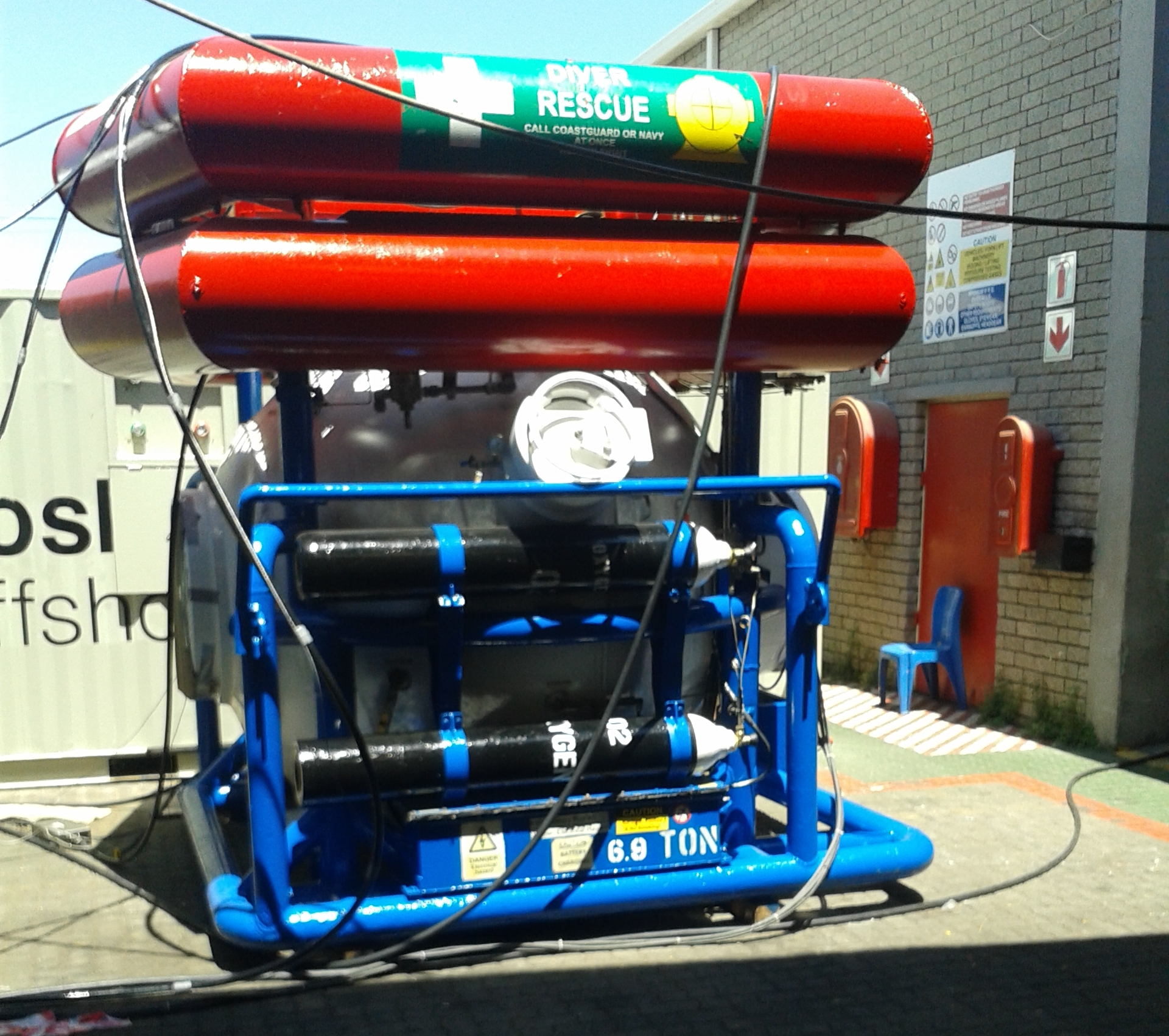
Un pequeño módulo de alivio hiperbárico.

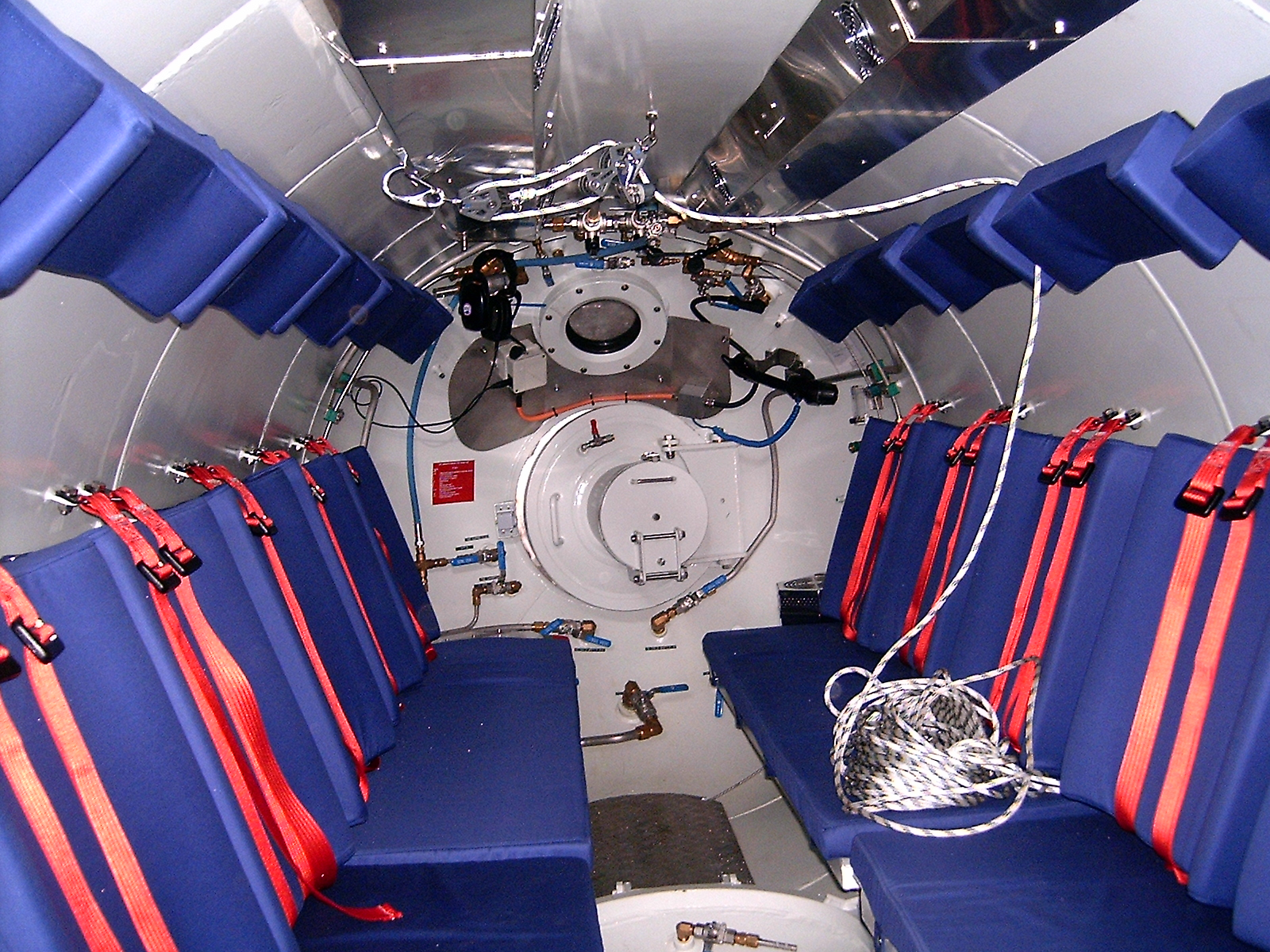
Interior de un gran bote salvavidas hiperbárico.

En el buceo de saturación se utiliza un entorno hiperbárico en la superficie que comprende un conjunto de cámaras de presión vinculadas para albergar a los buzos bajo presión durante la duración del proyecto, varios días o semanas, según corresponda. Los ocupantes hacen una descompresión a presión superficial una sola vez, al final de su período de servicio. Esto suele realizarse en una cámara de descompresión, que forma parte del sistema de saturación. El riesgo de enfermedad por descompresión se reduce significativamente minimizando el número de descompresiones y realizándolas a un ritmo muy conservador.

### Transferencia bajo presión
El proceso de transferencia de personal de un sistema hiperbárico a otro se llama transferencia bajo presión (TUP por sus siglas en inglés, transfer under pressure). Se utiliza para transferir personal de cámaras de recompresión portátiles a cámaras para varias personas para tratamiento, así como entre sistemas de soporte vital de saturación y cápsulas de transferencia de personal (campanas cerradas) para transporte hacia y desde el lugar de trabajo, y para evacuación de buzos de saturación a un bote salvavidas hiperbárico.

## Transporte hiperbárico
A veces es necesario transportar a un buceador con síntomas graves de enfermedad por descompresión a una instalación más adecuada para recibir tratamiento o evacuar a personas en un entorno hiperbárico amenazado por un peligro de alto riesgo. Una camilla hiperbárica puede ser útil para transportar a una sola persona, una cámara portátil está diseñada para transportar a una víctima con un asistente de cámara y los sistemas de rescate y escape hiperbárico se utilizan para trasladar a grupos de personas. Ocasionalmente se puede utilizar una campana cerrada para transferir un pequeño número (de aproximadamente 3 personas) de buzos entre una instalación hiperbárica y otra cuando la infraestructura necesaria esté disponible.

### Camilla hiperbárica

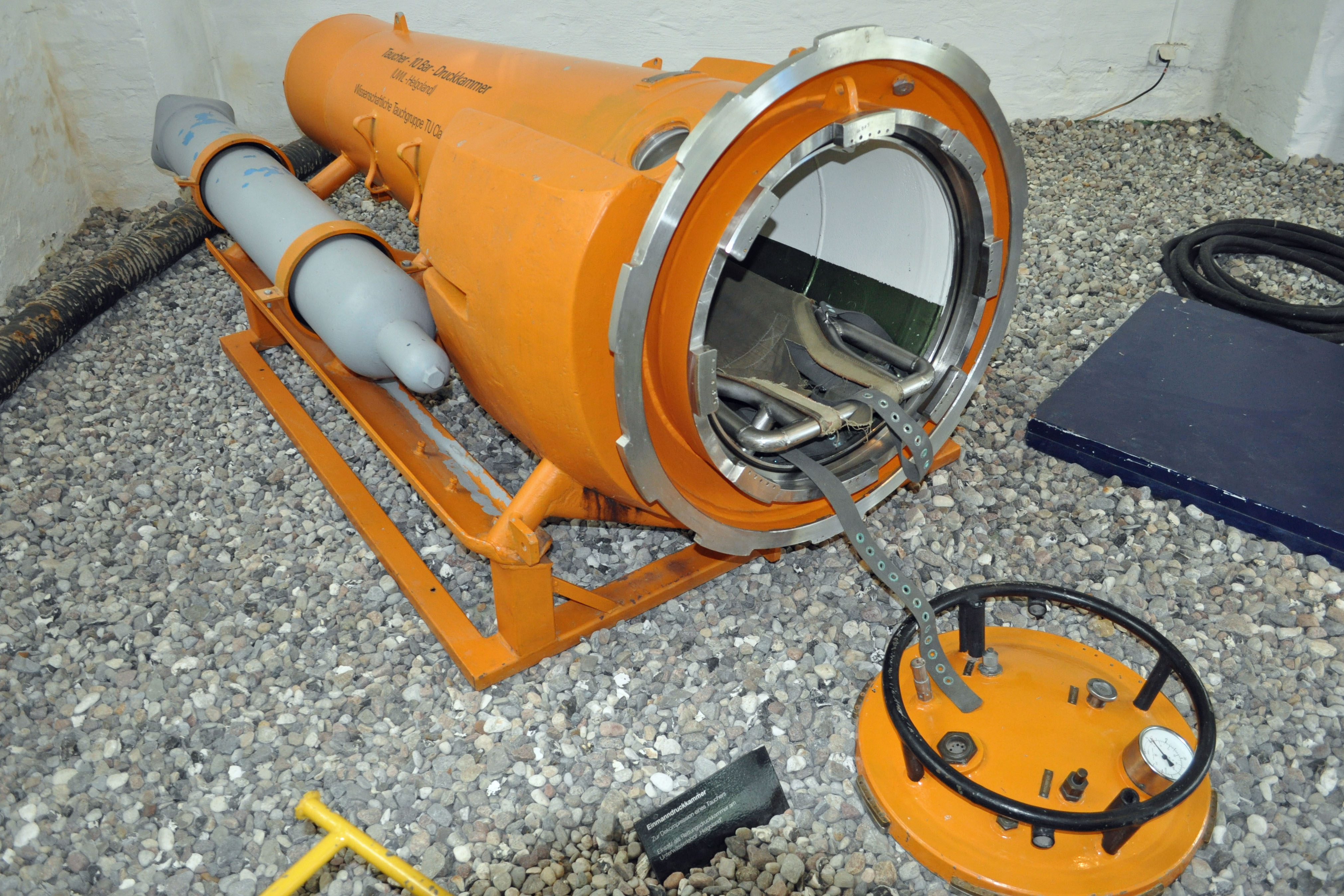
Camilla hiperbárica de alta resistencia (10 bar) sin escotilla, que muestra anillos de bloqueo para la escotilla y para conectarse a cámaras de tamaño completo.

Una camilla hiperbárica es un recipiente a presión ligero para ocupación humana (PVHO, por sus siglas en inglés) diseñado para acomodar a una persona que se somete a un tratamiento hiperbárico inicial durante o mientras espera el transporte o traslado a una cámara de tratamiento. 

### Sistemas hiperbáricos de rescate y escape

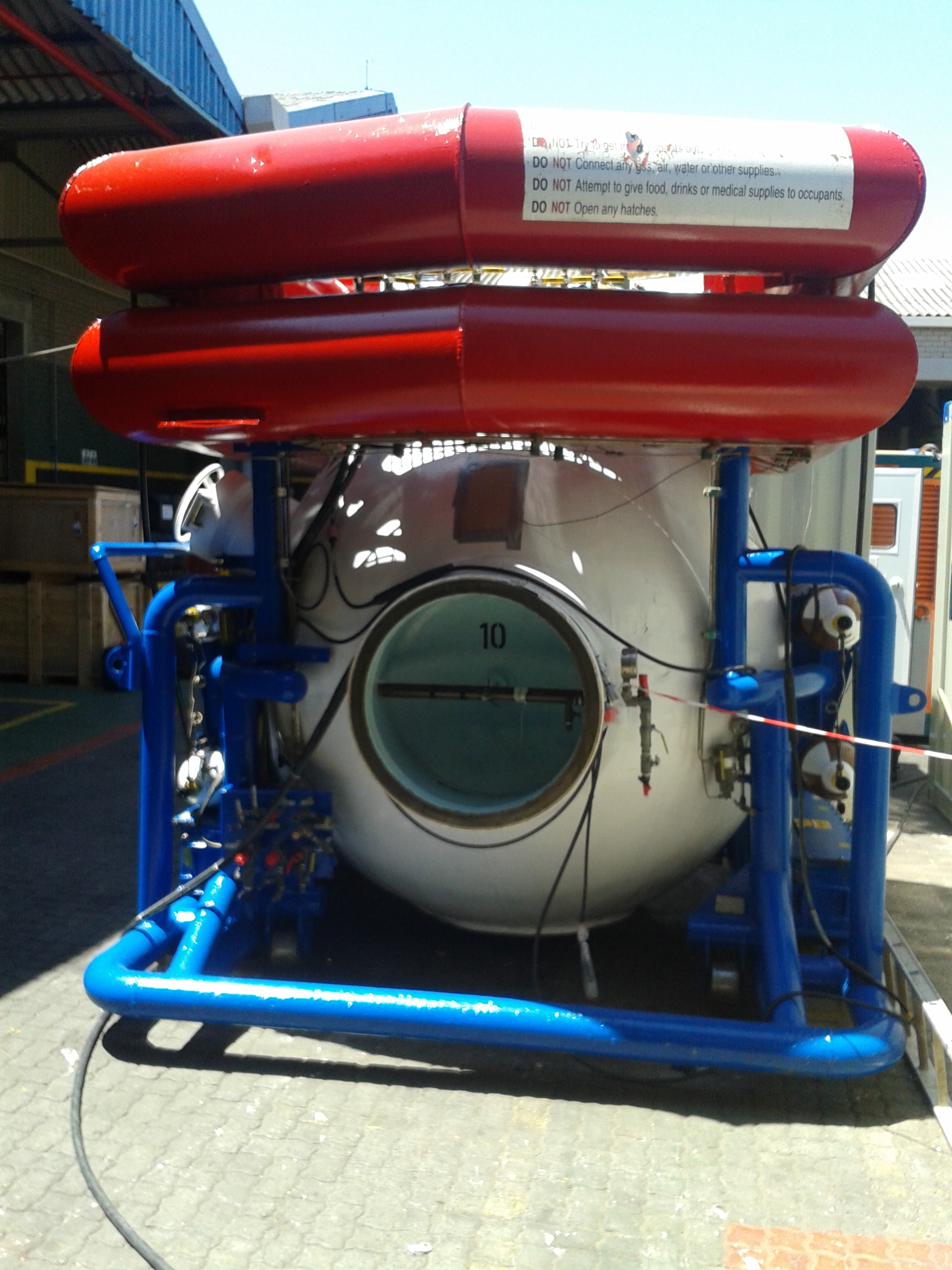
Módulo de escape hiperbárico

Un buzo saturado que necesite ser evacuado debería ser transportado, preferiblemente, sin cambios de presiones significativos. La evacuación hiperbárica requiere un equipo de transporte presurizado y podría ser necesaria en diversas situaciones de peligro, como por ejemplo:
- Que el buque de apoyo corra riesgo de zozobrar o hundirse.
- Peligro de incendio o explosión.
- Fallo del sistema de soporte vital hiperbárico.
- Un problema médico que no se puede tratar in situ.

### Campana cerrada de rescate y escape
La transferencia de campana a campana se puede utilizar para rescatar a los buzos de una campana que se haya extraviado o haya quedado atrapada. Una campana «extraviada» o «perdida» es aquella que se ha soltado de los cables de elevación y del umbilical; la posición real suele saberse todavía con considerable precisión. Esto generalmente ocurrirá en el fondo, o cerca de él, y los buzos se pueden transferir entre campanas a presión ambiental. En algunas circunstancias también es posible utilizar una campana como cámara de rescate para transportar a los buzos de un sistema de saturación a otro. Esto puede requerir modificaciones temporales en la campana y solo es posible si las conexiones de acoplamiento de los sistemas son compatibles.

## Historia

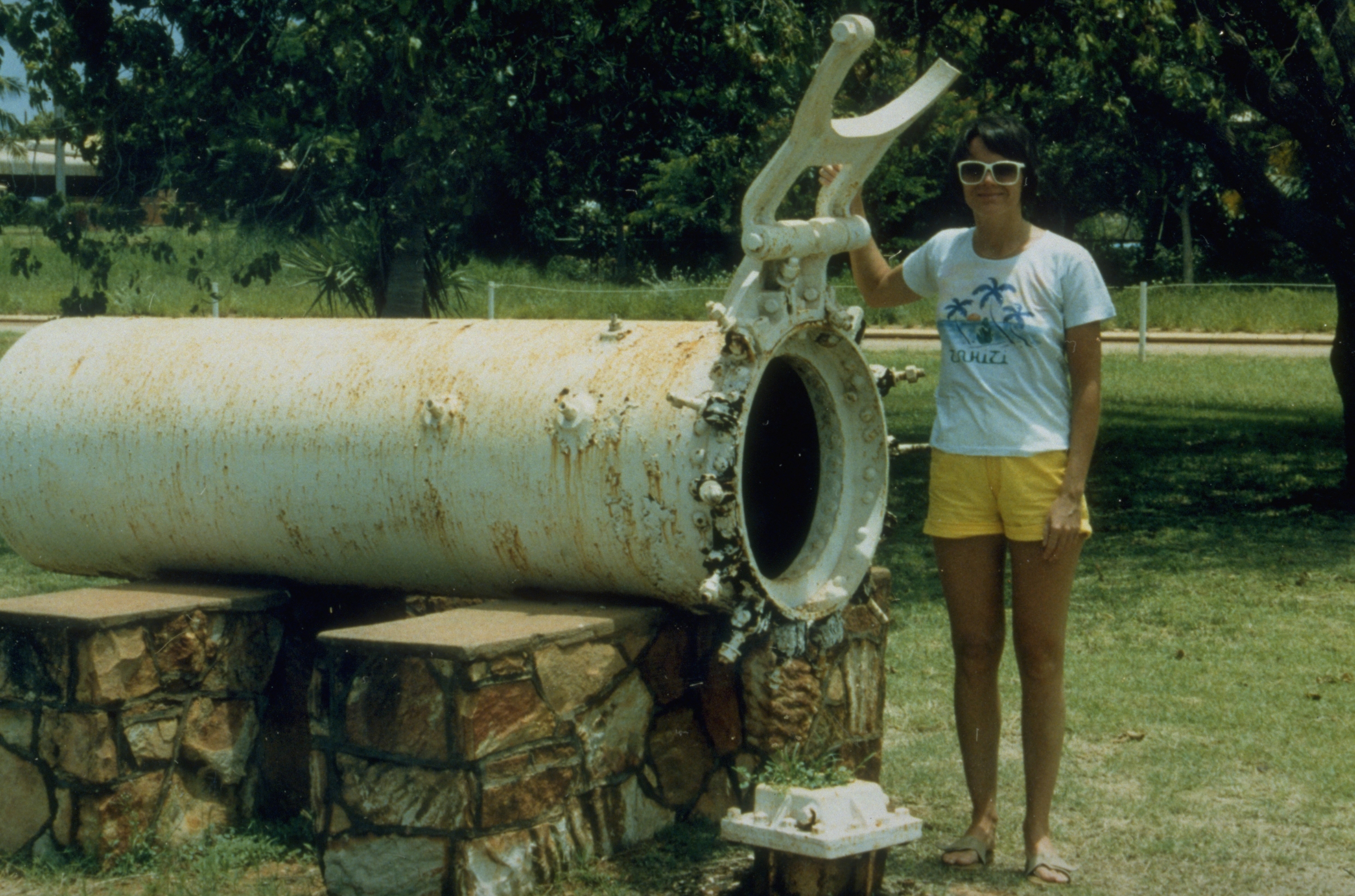
Uno de los primeros prototipos de cámara de descompresión (y recompresión) en el parque de Broome (Australia Occidental). La cámara ahora se encuentra en el Museo Broome.

Las cámaras de compresión experimentales se empezaron a utilizar desde aproximadamente 1860. 
En 1904, los ingenieros submarinos Siebe y Gorman, junto con al fisiólogo Leonard Hill, diseñaron un dispositivo que permitía a un buzo entrar en una cámara cerrada en profundidad, luego elevar la cámara (aún presurizada) y subirla a bordo de un barco. Posteriormente se redujo gradualmente la presión de la cámara. Esta medida preventiva permitió a los buzos trabajar de forma segura a mayores profundidades durante más tiempo sin desarrollar enfermedad por descompresión.
En 1906, Hill y otro científico inglés, M. Greenwood, se sometieron a alta presión, en una cámara de presión construida por Siebe y Gorman, para investigar los efectos. Sus conclusiones fueron que un adulto podría soportar con seguridad siete atmósferas, siempre que la descompresión fuera lo suficientemente gradual.
CE Heinke construyó una cámara de recompresión destinada al tratamiento de buzos con síndrome de descompresión en 1913, que fue entregada en Broome (Australia Occidental) en 1914, donde se utilizó con éxito para tratar a un buceador en 1915.  Esa cámara se encuentra ahora en el Museo Histórico de Broome.

## Estructura y diseño

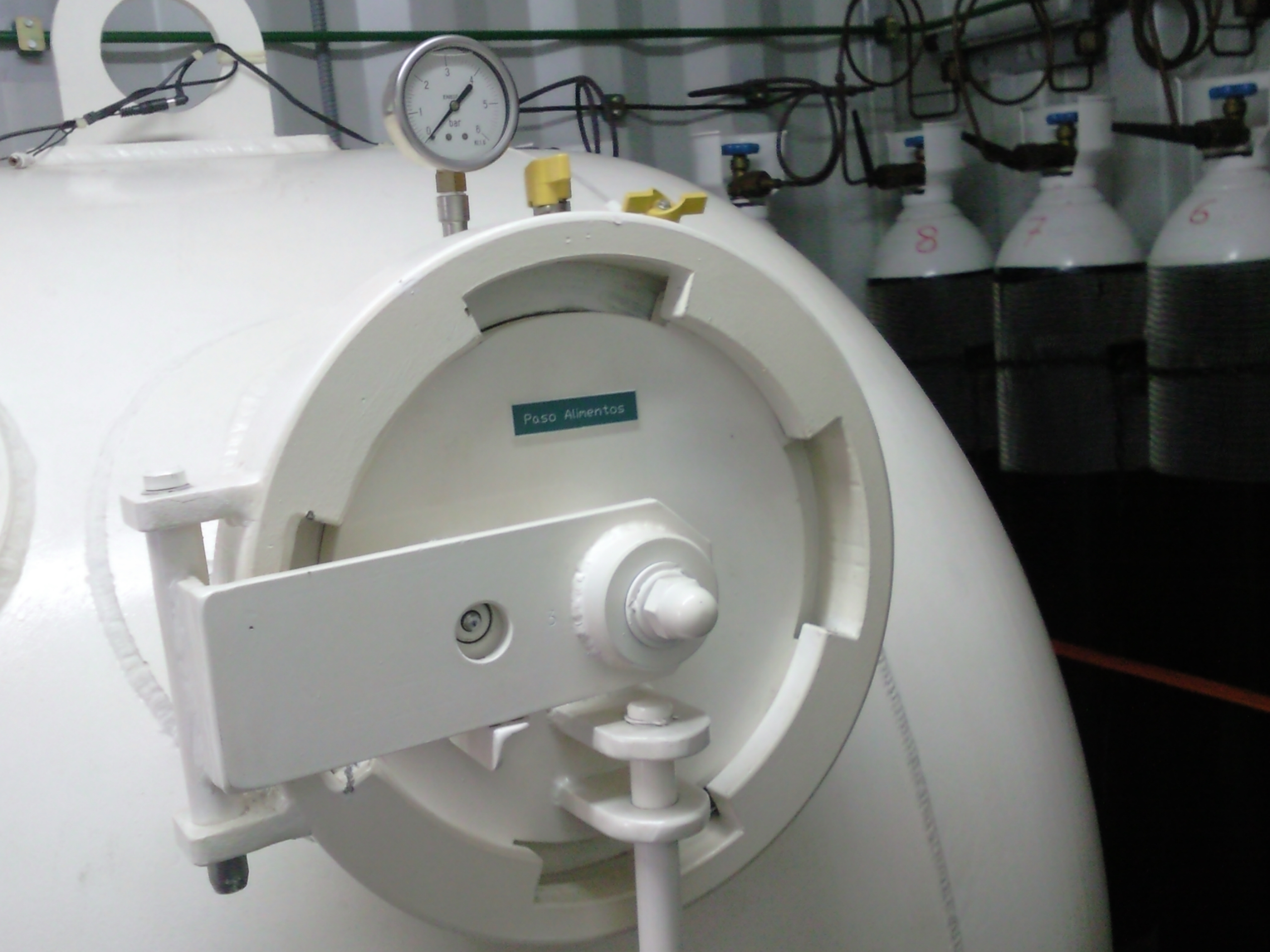
Cerradura médica en cámara de descompresión. Se utiliza para transferir suministros médicos y alimentos dentro y fuera de la cámara mientras está bajo presión. La puerta se bloquea mediante una rotación de 45 grados. Cuenta con un cierre interno de seguridad que evita cualquier rotación de la puerta mientras la cerradura está presurizada, que indica que es seguro abrir la puerta exterior. El manómetro también muestra que se ha liberado la presión.

La construcción y el diseño de una cámara de buceo hiperbárica dependen del uso previsto, pero existen varias características que son comunes a la mayoría de cámaras.
El recipiente está sellado a presión con sistemas de presurización y despresurización de la cámara, disposiciones de acceso, sistemas de monitoreo y control, ventanas de visualización y, en ocasiones, un sistema de respiración incorporado con suministro de oxígeno alternativo.

### Cámara a presión
La cámara a presión es el componente estructural principal e incluye el armazón de dicha cámara principal y, si están presente, los armazones de la cámara delantera y la esclusa médica o de suministros. Puede haber una cámara delantera o una cerradura de entrada para proporcionar acceso al personal a la cámara principal mientras se está bajo presión. Puede haber una cerradura médica o de almacenamiento para proporcionar acceso de elementos pequeños a la cámara principal estando bajo presión. El volumen permite transferir rápida y económicamente elementos pequeños, si el gas perdido tiene un volumen relativamente pequeño en comparación con la cámara delantera.

### Puertas de acceso
Una escotilla o puerta de acceso normalmente tiene bisagras hacia adentro y se mantiene cerrada por la diferencia de presiones, pero también puede estar cerrada para lograr un mejor sellado bajo presión. Hay una puerta o escotilla en la apertura de acceso a la cámara delantera, la cámara principal, ambos extremos de una cerradura médica o de almacenamiento, y en cualquier canal para conectar cámaras auxiliares. Una campana cerrada tiene una escotilla similar en la parte inferior para usarse bajo el agua y puede tener otra lateral o inferior para transferir bajo presión a un sistema de saturación. La puerta externa de la cerradura médica es inusual porque se abre hacia afuera y no se mantiene cerrada por la presión interna, por lo que necesita un sistema de bloqueo de seguridad para que sea imposible abrirla cuando la cerradura está presurizada.

### Ventanas
Generalmente contienen ventanas para permitir que el personal operativo controle visualmente a los ocupantes y se puedan comunicar mediante señales como método auxiliar en caso de emergencia. Se puede proporcionar iluminación interior con luces fuera de las ventanas de visualización.

### Muebles
En ocasiones las cámaras cuentan con muebles para la comodidad de los ocupantes. Estos pueden ser simplemente asientos y/o camas. Aunque los sistemas de saturación también cuentan con mesas e instalaciones sanitarias para los ocupantes.

### Sistema de presurización
El sistema de presurización interna incluye un suministro de gas para la cámara principal y la de reserva, así como válvulas y tuberías de control para presurizar y despresurizar la cámara principal y los compartimentos auxiliares, además de una válvula de alivio de presión para evitar que esta suba por encima de la presión de trabajo máxima para la que se diseñó. Las válvulas generalmente están duplicadas por dentro y por fuera y están etiquetadas para evitar confusiones. Por lo general. las cámaras de varios ocupantes se pueden gestionar desde el interior en caso de emergencia. El equipo de control variará según el propósito de la cámara, pero contará con manómetros para el suministro de gases y un manómetro calibrado con precisión para indicar la presión interna de todos los compartimentos ocupados por humanos.

### Comunicaciones
También cuenta con un sistema de comunicación por voz entre el operador y los ocupantes. Por lo general, se pulsa para hablar desde el exterior y se transmite constantemente desde el interior, para que el operador pueda controlar mejor el estado de los ocupantes. También puede haber un sistema de comunicaciones de respaldo.

### Seguridad
Es necesario disponer de equipo de extinción de incendios, ya que el incendio de una cámara de combustión es extremadamente peligroso para los ocupantes. Se pueden utilizar extintores de incendios especialmente fabricados para entornos hiperbáricos con contenidos no tóxicos o un sistema interno de pulverización de agua a presión. También se pueden proporcionar cubos de agua como equipo adicional.

Monitor de oxígeno para cámara hiperbárica, 1969.

### Soporte vital
Los sistemas de soporte vital para sistemas de saturación pueden ser bastante complejos, ya que los ocupantes deben permanecer bajo presión continuamente durante varios días o semanas. El contenido de oxígeno de la cámara de gas se controla constantemente, añadiendo oxígeno fresco cuando es necesario para mantener el valor nominal. El gas de la cámara puede simplemente ventilarse y lavarse si es aire, pero las mezclas de helio son costosas y durante períodos prolongados se necesitarían volúmenes muy grandes, por lo que el gas de la cámara de un sistema de saturación se recicla haciéndolo pasar a través de un depurador de dióxido de carbono y otros filtros para eliminar olores y exceso de humedad. Las cámaras multiplaza que pueden utilizarse para el tratamiento suelen contener un sistema de respiración incorporado (BIBS, por sus siglas en inglés) para el suministro de gas respirable, diferente al gas de presurización, y las campanas cerradas contienen un sistema análogo para suministrar gas a los umbilicales de los buceadores. Las cámaras con BIBS generalmente tendrán un monitor de oxígeno. Los BIBS también se utilizan como suministro de gas respirable de emergencia si el gas de la cámara está contaminado.

### Saneamiento
Se requieren sistemas de saneamiento para el lavado y la eliminación de residuos. La descarga es sencilla debido al gradiente de presión, pero debe controlarse para evitar pérdidas o fluctuaciones de presión no deseadas en la cámara. El alimento generalmente se proporciona preparando la comida y bebida al aire libre y transfiriéndola a la cámara a través de la cerradura del almacén, que también se utiliza para transferir utensilios usados, ropa sucia y otros suministros.

### Construcción
Las cámaras que no son portátiles generalmente se construyen con acero,  ya que es económico, fuerte y resistente al fuego. Las cámaras portátiles se construyen con acero, aleación de aluminio y compuestos reforzados con fibra. En algunos casos, la estructura del material compuesto es flexible cuando está despresurizada.

## Operación

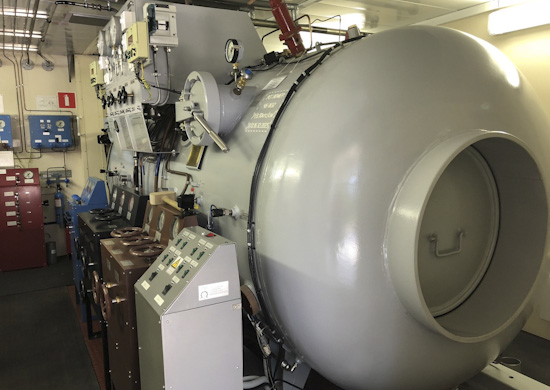
Barocomplejo de buceo Salvador de la Flota del Pacífico de Rusia.

Los detalles variarán según la aplicación. Se describe una secuencia generalizada para una cámara independiente. Al operador de una cámara de descompresión de buceo comercial generalmente se le llama operador de cámara, y al operador de un sistema de saturación se le llama técnico de soporte vital (TSV o LST, por sus siglas en inglés).
- Se realizarán comprobaciones previas al uso del sistema para garantizar que sea seguro operarlo.
- Los ocupantes previstos serán revisados y autorizados para la compresión, acto seguido entrarán a la cámara.
- Se cerrará la puerta de presión, se establecerán comunicaciones con los ocupantes y se iniciará la presurización.
- El operador supervisará y controlará el índice de presurización y vigilará el estado de los ocupantes.
- Una vez presurizado, el operador controlará la presión, el tiempo de funcionamiento, el gas de la cámara y, si corresponde, el suministro independiente de gas respirable. La calidad del gas de la cámara puede controlarse mediante sistemas depuradores de dióxido de carbono, filtros y sistemas de aire acondicionado y una fuente de oxígeno auxiliar según sea necesario, o mediante ventilación periódica agregando aire comprimido fresco y liberando simultáneamente parte del aire de la cámara.
- Cuando se inicia la descompresión, el operador notificará a los ocupantes y liberará el gas de la cámara a la atmósfera o a las bombas de recuperación si se va a reciclar. La tasa de reducción de presión se controla para seguir el programa de descompresión especificado dentro de la tolerancia.
- La compresión y descompresión se puede interrumpir si los ocupantes experimentan problemas causados por el cambio de presión, como compresión del oído o de los senos nasales, o síntomas del síndrome de descompresión.
- Cuando se completa la descompresión, la presión de la cámara se iguala con la presión ambiental y se pueden abrir las puertas. Los ocupantes pueden salir y normalmente serán revisados para comprobar que no haya efectos nocivos.
- La cámara recibirá el servicio posfuncionamiento necesario para estar lista para la próxima puesta en marcha o almacenarse, según corresponda.

### Presión de trabajo
Existe una amplia gama de presiones de trabajo, dependiendo de la aplicación de la cámara. La oxigenoterapia hiperbárica generalmente se realiza a presiones que no exceden los 18 msw o una presión interna absoluta de 2,8 bares. Las cámaras de descompresión generalmente están clasificadas para profundidades similares a las que encontrarán los buzos durante las operaciones planificadas. Las cámaras que utilizan aire como atmósfera suelen estar clasificadas para profundidades en el rango de 50 a 90 msw, y las cámaras, campanas cerradas y otros componentes de los sistemas de saturación deben estar clasificados para al menos la profundidad operativa planificada. La Armada de los EE. UU. tiene programas de descompresión por saturación de Heliox para profundidades de hasta 480 msw (1600 fsw). Las cámaras experimentales pueden clasificarse para profundidades superiores. Se ha realizado una inmersión experimental a 701 msw (2300 fsw), por lo que al menos una cámara ha sido clasificada para dicha profundidad.